# Sphaeroma boryi
Sphaeroma boryi är en kräftdjursart som beskrevs av Félix Édouard Guérin-Méneville 1832. Sphaeroma boryi ingår i släktet Sphaeroma och familjen klotkräftor. Inga underarter finns listade i Catalogue of Life.